# هرمینتیه درنت
هرمینتیه درنت (هلندی: Hermijntje Drenth؛ زادهٔ ۱۹ ژوئیهٔ ۱۹۹۴) قایقران روئینگ زن اهل هلند است.
وی در مسابقات کشوری و بین‌المللی در مجموع برندهٔ ۲ مدال طلا، ۳ مدال نقره، ۳ مدال برنز شده است.